# ОШ „Стари град” Београд
ОШ „Стари град” некадашња је основна школа која се налазила у улици Херцега Стјепана 7, у општини Стари град. Основана је 1961. године, а укинута 2017. године.

## Историјат
Школа је отворена 1961. године као осмолетка „Прва пролетерска бригада” и постала једна од највећих основних школа у општини Стари град са 1300 ученика. Електронски кабинет за учење страних језика, школа је добила међу првима у Београду, такође имала продужени боравак и велику библиотеку. Током школске 2011/2012. године школу је похађао 281 ђак, а током 2017. само 142 ђака. У одељењима је било тек по неколико ученика, а трећина њих није живела на подручју општине Стари град.
На седници Скупштине града Београда усвојена је одлука о гашењу основне школе „Стари град”, а у објекат у у улици Херцега Стјепана 7 уселила се Спортска гимназија Београд током 2017. године. Запослени и ђаци из некадашње основне школе „Стари град” размештени су по другим образовним установама.
Секретаријат за образовање и дечју заштиту Републике Србије истакао је да је главни разлог за укидање ове школе то што је објекат који је она користила има 4700 м2 и 22 учионице, а број ђака је константно опадао неколико година уназад. Након састанка, Министарства просвете, науке и технолошког развоја Републике Србије, колектива ОШ „Стари град” и директора других основних школа са општине Стари град, договорено је да се ђаци из Херцег-Стјепана распореде у најближе школе, односно у ОШ „Скадарлија”, ОШ „Браћа Барух” и у основну школу „Михаило Петровић Алас”.
Питање гашења школе протезало се и 2016. године, када су ђаци у марту те године заједно са родитељима потписивали петицију против гашења, а након тога, заједно са наставницима и локалним становништвом у дворишту школе организовали протесте. Половину часова у згради некадашње школе „Стари град” петнаест година имала је и балетска школа „Лујо Давичо”.